# Доклады о положении с правами человека в странах мира
Доклады о положении с правами человека в странах мира (англ. Country Reports on Human Rights Practices) — ежегодные доклады Государственного департамента США Конгрессу о положении с правами человека в остальных странах мира. Готовится Бюро по вопросам демократии, прав человека и труда Госдепа. Доклады по странам не сопоставляются друг с другом. Издаются с 1977 года.
МИД России в отклике на доклад за 2020 год заявил, что тот «пропитан двойными стандартами в плане оценки положения с правами человека в различных государствах, которые весьма цинично разделены на хорошие и плохие, в зависимости от того, следуют ли они стратегическим установкам Соединенных Штатов»; глава Чечни Р. Кадыров, комментируя доклад, в 2012 году заявил, что «в Чечне более чем где-либо соблюдаются права человека». Критику в адрес докладов Россия высказывала и ранее.
Государственный совет КНР, по состоянию на 2020 год, двадцать второй год подряд отвечает на американские доклады собственным Докладом о правах человека в США.
Также доклады в 2012 году подвергались официальной критике Венесуэлы и КНДР; ранее также отмечалось критичное отношение к ним Словакии, Болгарии, Египта, Кубы, Колумбии, Эквадора, Либерии, Эфиопии, Шри-Ланки, Судана, Ирана, Вьетнама.